# Stilo (botanica)
In botanica, lo stilo di un fiore di angiosperma è il prolungamento dell'ovario al termine del quale appare lo stigma. Lo stilo non contiene ovuli, rimanendo questi confinati nella regione del gineceo chiamata ovario.
Lo stilo nelle angiosperme può essere solido o vuoto. Nelle piante con stilo vuoto il tessuto di trasmissione (dove crescono i tubi pollinici atti alla fecondazione) è costituito da una strato di cellule epidermiche abbastanza differenziate che circondano un canale vuoto (il cosiddetto canale stilare). I tubi pollinici crescono dallo stigma verso l'ovario lungo la superficie di questo canale, normalmente attraverso un fine strato di mucillagine. Nelle piante che possiedono stili solidi, invece, le cellule epidermiche si trovano íntimamente fuse e non lasciano nessuno spazio fra loro. I tubi pollinici, in questo caso, crescono tra le cellule del tessuto di trasmissione (come nel caso della Petunia,
) o attraverso le pareti cellulari (come nel Gossypium,
). Il tessuto di trasmissione negli stili solidi comprende una sostanza intercellulare che contiene pectina, simile alla mucillagine che si incontra nel canale stilare degli stili vuoti.
Dal punto di vista della distribuzione di entrambi i tipi di stili tra le differenti famiglie di angiosperme, gli stili solidi vengono considerati tipici delle eudicotiledoni e sono rari nelle monocotiledoni.

Nelle apiacee, la base dello stilo è ingrossata, è nettarifera e viene detta stilopodio.